# Consolatio ad Liviam
Die Consolatio ad Liviam („Trostgedicht für Livia“, auch Epicedion oder Epicedium Drusi genannt) ist ein Gedicht auf den Tod des 9 v. Chr. gestorbenen Nero Claudius Drusus, des Bruders des späteren Kaisers Tiberius. Es ist adressiert an seine Mutter und Gattin des Kaisers Augustus, Livia Drusilla, und gehört als Trostschrift zur sogenannten Konsolationsliteratur.

## Überlieferungsgeschichte
Das aus 237 elegischen Distichen bestehende Gedicht taucht erstmals ab der Mitte des 15. Jahrhunderts in Handschriften und Inkunabeln als Publii Ovidii Nasonis Consolatio ad Liviam Augustam de morte Drusi Neronis filii eius qui in Germania morbo periit oder unter leicht variierten Titeln auf. Im Jahr 1471 wurde es in die in Rom verfertigte Editio princeps des Ovid aufgenommen und galt lange Zeit als dessen Werk. Doch erwähnt Ovid die Consolatio in seinen Werkverzeichnissen nicht. Gleichwohl sind Bezüge auf dessen Werke gegeben, besonders ausgeprägt auf die in der Verbannung geschriebenen Tristien 4,2, die den Triumph des jüngeren Drusus und des Germanicus im Jahr 16 imaginieren.

## Datierung
Auch wenn Ovid als Autor mittlerweile zumeist ausgeschlossen wird, ist die Datierung des Gedichts ungeklärt. Die von Moriz Haupt 1849 vertretene Extremposition, nach der es sich um das Werk eines Renaissance-Humanisten handelt, wird nicht mehr vertreten. Zu viele Details des Gedichts, die teils ein sehr entlegenes Wissen vereinigen, teils erst durch Handschriftenfunde antiker Autoren im 16. Jahrhundert den Humanisten bekannt werden konnten, sind durch das Gedicht als bekannt vorauszusetzen. Es zeichnet sich dadurch als unmittelbar antike Quelle aus. Das Spektrum der vertretenen Datierungen liegt zwischen 9 v. Chr. und 54 n. Chr.
So erkennen beispielsweise Franz Skutsch und Augusto Fraschetti weder sprachliche noch inhaltliche Gründe, die Entstehung des Gedichts von den Begräbnisfeierlichkeiten, dem funus Drusi, des Jahres 9 v. Chr. zeitlich zu trennen. Demgegenüber wurde die Tatsache, dass die Namen der 2 und 4 n. Chr. gestorbenen designierten Nachfolger des Augustus, Lucius und Gaius Caesar, im Gedicht übergangen wurden, obwohl es umfänglich Angehörige des Kaiserhauses aufführt, sowohl für eine Datierung vor 2 n. Chr. als auch nach 4 n. Chr. herangezogen. Allgemein noch in augusteische Zeit datiert das Gedicht John A. Richmond.
Otto Schantz sah schon 1889 deutliche Abhängigkeiten von Seneca und rückte die Consolatio in die Nähe rhetorischer Übungen zu sogenannten Suasorien, ratgebenden Reden, die in der Nachfolge von Senecas Trostschrift an Marcia entstanden sind. Als Suasorie mit einer Datierung in die Jahre 33–38 n. Chr. interpretiert auch Ulrich Schlegelmilch das Gedicht.
Henk Schoonhoven deutet einzelne Passagen als anti-neronische Polemik. Sie führen ihn zu einem Ansatz in das Jahr 54, als Nero gegen den Thronprätendenten Britannicus, den leiblichen Sohn des verstorbenen Claudius, zum Kaiser ausgerufen wurde. Zustimmung fanden diese späte Datierung und ihre Begründung bislang nicht.
Eng verbunden ist das Problem der Datierung mit einem weiteren Werk gleichermaßen unbestimmter Zeitstellung: Zwei Elegien, die dem Vertrauten und Berater des Augustus sowie dem Namengeber des Mäzenatentums, Gaius Maecenas, gewidmet und unter dem Titel Elegiae in Maecenatem bekannt sind. Auch diese als elegische Distichen angelegten Gedichte aus der Appendix Vergiliana werden, obwohl meist als augusteisch angesehen, in die Zeit von Augustus bis in die Nachfolge Senecas datiert. Oft werden beide Werke zusammen ediert oder behandelt.

## Struktur und Inhalt
Das Gedicht ist aus verschiedenen Teilen aufgebaut, deren genaue Einteilung je nach Bearbeiter schwankt. Nach einem Proömium, das die Zeilen 1–12 umfasst, teilt sich die Consolatio in zwei große Abschnitte, die zum einen Lob des Verstorbenen und Klage über seinen Tod umfassen, zum anderen die eigentlichen Trostthemen zum Inhalt haben. Der erste Teil bietet zudem eine ausführliche Schilderung der Bestattungsfeierlichkeiten.
Gerahmt wird das Gedicht von der direkten Ansprache Livias im ersten wie im letzten Vers. Die Consolatio suggeriert jedoch die Anwesenheit einer großen Anzahl von Zuhörern, an die sich der Sprecher immer wieder wendet. Neben Livia spricht er mit Tiberius den Bruder, den immer wieder als Zuhörer eingeführten Drusus selbst, das römische Volk an, schließlich in den Versen 299–342 auch die Witwe, die jüngere Antonia. Eingeschoben findet sich in den Versen 167–298 die Beschreibung des Begräbnisses und seiner Vorgeschichte, des Transports des Leichnams von Germanien nach Rom, die Verbrennung, die Erinnerung an den Nachruhm, der durch Inschriften, Bauten und Denkmäler gesichert sei. In das Geschehen der Feierlichkeiten greifen auch der Flussgott Tiberis, der den Scheiterhaufen löschen möchte, und der ihn davon abhaltende Kriegsgott Mars ein (Verse 221–247).
Der durch das Lob der Antonia eingeleitete zweite Hauptteil der Verse 299–347 führt die eigentlichen Trost spendenden Argumente an, die der trauernden Mutter über ihren Verlust hinweghelfen sollen. Sie sind allgemein stoischer Natur und folgen herkömmlichen Topoi trostspendender Rhetorik. Im Rahmen einer sogenannten Eidolopoiie, in der der Verstorbene selbst zu Wort kommt, wendet sich Drusus in den Versen 445–468 tröstend an seine Mutter: Man solle nicht Jahre, sondern Taten zählen, und nach Taten wäre er ein Greis, sie solle das Weinen unterdrücken. Zum Abschluss wendet sich der Sprecher ein letztes Mal an Livia, erinnert sie an ihren erstgeborenen Sohn Tiberius, der wie ihr Ehemann Augustus, der Beschützer der Menschheit, noch lebe, weswegen ihr Haus kein Trauerhaus sein dürfe.

## Ausgaben und Übersetzungen
- Moriz Haupt: Epicedion Drusi. Rectoratsprogramm von Leipzig 1849 (= Ulrich von Wilamowitz-Moellendorff (Hrsg.): Mauricii Hauptii Opuscula. Band 1. Leipzig 1875, S. 315–357 (Digitalisat)).
- Friedrich Vollmer: Ovidii Nux, Consolatio ad Liviam, Priapea (= Poetae Latini Minores. Band 2,2). Teubner, Leipzig 1923, S. 15–35 (Digitalisat).
- Arnold Witlox: Consolatio ad Liviam prolegomenis, commentario exegetico, indice instructa. Van Aelst, Utrecht 1934.
- Friedrich Walter Lenz: P. Ovidii Nasonis Halieutica, Fragmenta, Nux. Incerti Consolatio ad Liviam. Paravia, Turin 1937. Zweite Auflage: Paravia, Turin 1956
- Consolatio ad Liviam – Trostgedicht für Livia (= Pseudoovidiana. Heft 2). Lateinischer Text mit Einleitung, Übersetzung, kurzen Erläuterungen und Nachwort von Hermann Rupprecht. Stolz, Mitterfeld 1982 (PDF).
- The Pseudo-Ovidian ad Liviam de morte Drusi (Consolatio ad Liviam, epicedium Drusi). A critical text with introduction and commentary. Edited by Henk Schoonhoven. Forsten, Groningen 1992
- Jacqueline Amat: Consolation à Livie. Elégies à Mécène. Bucoliques d’Einsiedeln. Les Belles lettres, Paris 1997, S. 40–78.